# Atletica leggera ai Giochi della XXIX Olimpiade - Lancio del giavellotto femminile

Video della Finale

Ai Giochi della XXIX Olimpiade, tenutisi a Pechino nel 2008, la competizione del lancio del giavellotto femminile si è svolta il 19 e il 21 agosto presso lo Stadio nazionale di Pechino.

## Presenze ed assenze delle campionesse in carica
| Competizione         | Atleta            | Prestazione | Pechino 2008 |
| -------------------- | ----------------- | ----------- | ------------ |
| Olimpiadi 2004       | Osleidys Menéndez | 71,53 m     | Presente     |
| Commonwealth 2006    | Sunette Viljoen   | 60,72 m     | Presente     |
| Europei 2006         | Steffi Nerius     | 65,82 m     | Presente     |
| Coppa del mondo 2006 | Steffi Nerius     | 63,37 m     | Presente     |
| Asiatici 2006        | Buoban Pamang     | 61,31 m     | Presente     |
| Panamericani 2007    | Osleidys Menéndez | 62,34 m     | Presente     |
| Africani 2007        | Justine Robbeson  | 58,09 m     | Presente     |
| Mondiali 2007        | Barbora Špotáková | 67,07 m     | Presente     |
|                      |                   |             |              |
| Mondiali junior 2004 | Vivian Zimmer     | 58,50 m     | Non selez.   |

1. ↑  Sotto la bandiera della Germania.
2. ↑  Ai mondiali di Helsinki del 2005 Osleidys Menéndez ha stabilito il nuovo record del mondo (che è anche record dei Campionati) con 71,70 m.

## Gara
Il miglior lancio di qualificazione è di Barbora Špotáková (67,69), di poco superiore a quello di Christina Obergföll (67,52).
La finale è disturbata da una pioggia battente. La Obergföll apre la gara con un buon 66,13; dopo di lei, le tre atlete successive battono i rispettivi record nazionali: Marija Abakumova fa il primato russo con 69,32; Goldie Sayer migliora il proprio record britannico con 65,75; la Špotáková batte il record céco con 69,22. Si preannuncia una gara di alto spessore tecnico.
Al secondo turno la Abakumova si conferma a 69,08; al quarto la russa sfodera un lunghissimo lancio a 70,78: è il nuovo record europeo. La Špotáková non riesce subito a replicare; dà il tutto per tutto all'ultimo turno. Il suo giavellotto descrive un'ampia parabola e tocca terra ben al di là della linea dei 71 metri: 71,42, a soli 11 cm dal record olimpico. La céca vince l'oro con il nuovo record europeo.
La Obergföll e la Sayers sono rimaste terza e quarta per tutta la gara in virtù dei lanci d'apertura. Al quinto posto è salita una delusa Steffi Nerius, che non ha fatto meglio di 65,29 all'ultima prova. Per la quarta e la quinta posizione, comparate con tutte le edizioni precedenti dei Giochi, sono stati effettuati i lanci più lunghi.
La campionessa uscente (nonché primatista mondiale), Osleidys Menendez, in evidente difficoltà, ha infilato cinque nulli consecutivi dopo il primo lancio valido, andato di poco oltre i 63 metri.
Otto anni dopo l'agenzia antidoping del CIO ha riesaminato i campioni prelevati dopo la gara sulle atlete salite sul podio. Marija Abakumova, argento, è risultata positiva ad uno steroide anabolizzante. Successivamente è stata squalificata ed è stata privata della medaglia. Nel nuovo podio, la Obergföll e la Sayers sono salite rispettivamente in seconda e terza posizione.

## Risultati

### Finale
Giovedì, 21 agosto, ore 19:20,  Stadio nazionale di Pechino.
| Pos | Paese         | Atleta              | Misura  | 1° lancio | 2° lancio | 3° lancio | 4° lancio | 5° lancio | 6° lancio | Note             |
| --- | ------------- | ------------------- | ------- | --------- | --------- | --------- | --------- | --------- | --------- | ---------------- |
|     | Rep. Ceca     | Barbora Špotáková   | 71,42 m | 69,22     | 67,04     | x         | 64,92     | x         | 71,42     | Record europeo   |
|     | Germania      | Christina Obergföll | 66,13 m | 66,13     | x         | 63,34     | x         | x         | x         |                  |
|     | Gran Bretagna | Goldie Sayers       | 65,75 m | 65,75     | 59,40     | 62,92     | 59,72     | 65,03     | 56,83     | Record nazionale |
| 4   | Germania      | Steffi Nerius       | 65,29 m | 64,05     | 62,25     | 59,97     | x         | x         | 65,29     |                  |
| 5   | Cuba          | Osleidys Menéndez   | 63,35 m | 63,35     | x         | x         | x         | x         | x         |                  |
| 6   | Polonia       | Barbara Madejczyk   | 62,02 m | 58,74     | 59,19     | 58,67     | x         | 58,21     | 62,02     |                  |
| 7   | Germania      | Katharina Molitor   | 59,64 m | 53,19     | 57,37     | 59,64     | 58,81     | 56,72     | 57,00     |                  |
| 8   | Spagna        | Mercedes Chilla     | 58,13 m | x         | 57,94     | 58,13     | -         | -         | -         |                  |
| 9   | Cina          | Zhang Li            | 56,14 m | 54,69     | x         | 56,14     | -         | -         | -         |                  |
| 10  | Lettonia      | Sinta Ozolina       | 53,38 m | 50,67     | 53,38     | 52,23     | -         | -         | -         |                  |
| 11  | Romania       | Felicia Ţilea       | 53,04 m | 53,04     | x         | 52,80     | -         | -         | -         |                  |
| dq  | Russia        | Marija Abakumova    | 70,78 m | 69,32     | 69,08     | x         | 70,78     | x         | 67,52     |                  |